# Giovanni Francini
Giovanni Francini (* 3. August 1963 in Massa) ist ein ehemaliger italienischer Fußballspieler, der während seiner aktiven Karriere für Torino Calcio, AC Reggiana, SSC Neapel, CFC Genua und Brescia Calcio aktiv war. Zudem absolvierte er acht Partien für die italienische Fußballnationalmannschaft.

## Karriere

### Verein
Giovanni Francini begann seine Karriere in der Jugendmannschaft von Torino Calcio, für dessen Profimannschaft er in der Saison 1980/81 seine ersten fünf Partien in der Serie A absolvierte. Der Verteidiger wurde in der darauffolgenden Spielzeit öfter eingesetzt, konnte sich dabei noch nicht in die Stammelf spielen und wurde für die Saison 1982/83 zur AC Reggiana in die zweithöchste Spielklasse, der Serie B, verliehen. Dort wurde der Verteidiger ein fester Bestandteil der Defensive und kehrte ein Jahr später nach Turin zurück. Der Verteidiger schaffte nach seiner Rückkehr den Sprung in den Stammkader und platzierte sich mit Torino auf einem gesicherten Mittelfeldrang. Im Sommer 1987 nahm ihn der SSC Neapel unter Vertrag. In seiner ersten Saison mit Neapel erreichte er den zweiten Rang in der Serie A und holte dabei nur drei Punkte weniger als der AC Mailand.
In der Saison 1988/89 gewann Francini mit dem UEFA-Pokal seine erste Trophäe mit dem süditalienischen Verein. In den Finalspielen wurde der VfB Stuttgart in Hin- und Rückspiel mit einem Gesamtscore von 5:4 Toren bezwungen. Ein Jahr später erspielte sich Francini mit Neapel insgesamt 51 Punkte in der Serie A und gewann die italienische Meisterschaft. Im selben Jahr wurde zudem der Gewinn der italienischen Supercoppa errungen. Der Abwehrspieler konnte mit der Mannschaft in den Folgejahren nicht mehr an diesen Erfolg anknüpfen und platzierte sich stattdessen im sicheren Mittelfeld. Im Jahr 1994 verließ er Neapel und schloss sich dem Ligakonkurrenten CFC Genua an.
Der Verteidiger bestritt nur wenige Pflichtspiele und wechselte wenige Monate später erneut den Verein. Er einigte sich mit Brescia Calcio auf eine Zusammenarbeit. Mit nur 12 Zählern stieg er mit Brescia abgeschlagen als Tabellenletzter in die Serie B ab und wäre in der folgenden Spielzeit als 16. der zweithöchsten Liga fast in die Serie C1 durchgereicht worden, als die Mannschaft nur einen Punkt über den Absteiger Fidelis Andria blieb und den Klassenerhalt sicherstellte. Daraufhin beendete Francini im Alter von 32 Jahren seine aktive Laufbahn.

### Nationalmannschaft
Francini wurde im Jahr 1984 vom damaligen Trainer Azeglio Vicini erstmals in den Kader der italienischen U-21-Auswahl berufen, für die er am 31. Oktober 1984 in der Partie gegen die Schweiz debütierte. Bei seinem sechsten Einsatz für die U-21 am 18. Dezember 1985 erzielte er beim 3:0-Heimsieg über Belgien seinen ersten Treffer. Der Verteidiger absolvierte am 15. November 1986 gegen die Schweiz sein erstes Länderspiel für Italien. Der Höhepunkt seiner Nationalmannschaftskarriere die Berufung in das italienische Aufgebot zur Fußball-Europameisterschaft 1988. Francini wurde beim Turnier jedoch nicht eingesetzt und absolvierte danach nur noch eine Partie für die Nationalmannschaft.

## Erfolge
- U-21-Vize-Europameister: 1986
- UEFA-Pokal: 1988/89
- Italienische Meisterschaft: 1989/90
- Italienischer Supercup: 1990